# Kirovskaja (stanice metra v Samaře)
Kirovskaja (rusky Кировская) je stanice samarského metra. Pojmenována byla po ruském revolucionáři S.M. Kirovovi.

## Charakter stanice
Kirovskaja je podzemní, mělce založená, jednolodní stanice s ostrovním nástupištěm a dvěma výstupy. Je také jedinou v celé síti Samarského metra, kde jsou eskalátory.
První z výstupů je vyveden eskalátorovým tunelem do povrchového vestibulu kruhového půdorysu, vychází z jednoho konce nástupiště v ose stanice. V provozu však nevydržel po svém otevření dlouho; později byl pro cestující uzavřen, ve vestibulu byla následně zřízena tržnice s názvem „metro“ a zároveň také i skladiště. Vypukl zde dokonce i požár, po kterém byl sice celý výstup opět načas zprovozněn, v současné době je však znova nefunkční.
Druhý z výstupů, který vede z opačného konce podzemního prostoru stanice, vychází rovněž eskalátorovým tunelem, do podpovrchového vestibulu pod Kirovského prospekt.
Na obklad stěn za nástupištěm byl použit mramor, strop je omítnutý a na podlahu žula. Nad jedním z výstupů je umístěn reliéf, který má oficiálně symbolizovat práci sovětského člověka.
Stanice slouží veřejnosti jako jedna z prvních v síti metra, otevřela se jako součást úseku Jungorodok – Poběda 26. prosince 1987.